# Guer
Guer ist eine französische Stadt mit 6056 Einwohnern (Stand 1. Januar 2022) im Département Morbihan in der Region Bretagne. Der bretonische Name der Stadt ist Gwer-Porc´hoed.

## Geografie
Guer liegt 41 Kilometer südwestlich von Rennes und sieben Kilometer nördlich des Forêt de la Bourdonnaie (Wald von Bourdonnaie). Die Flüsse Aff und Oyon durchqueren das Gemeindegebiet.

## Geschichte
In gallo-römischer Zeit befand sich Guer auf der Kreuzung von wichtigen Römerstraßen. Eine Straße verlief von Angers (Juliomagus) nach Carhaix (Vorgium), eine von Rieux (Duretia) nach Corseul (Fanum Martis) und eine von Vannes (Dariorigum) nach Rennes (Condate).
Guer wird im 9. Jahrhundert zum ersten Mal urkundlich erwähnt, als Plebs Wern. Wern oder vern ist das gallische Wort für „Erlenwald“ (frz. aulnaie).

### Militär und Internierte in Coëtquidan
In dem zu Guer gehörenden Ortsteil Coëtquidan befindet sich seit 1945 die Militärschule Saint-Cyr, deren Geschichte auf ein Militärlager zurückgeht, das 1873 zuerst provisorisch und dann ab 1878 dauerhaft errichtet wurde. Das vorwiegend für Artillerie-Schießübungen genutzte Gelände wurde von 1906 bis 1912 erweitert und entwickelte sich in der Folge vom anfänglichen Artillerie-Schießplatz zu einem nationalen Ausbildungslager, in dem im Sommer bis zu 12.000 Soldaten gleichzeitig ausgebildet werden konnten.
Nach dem Ersten Weltkrieg wurde das Lager erweitert und umfasste 1927 545 Gebäude für unterschiedliche Nutzungsarten. Intern war das Gelände so unterteilt, dass jeweils ein Regiment in einem abgeschlossenen Block untergebracht werden konnte.
Ab 1930 kamen weitere Gebäude hinzu: ein neues Krankenhaus, die Lagerzentrale und ein Hauptquartier der Manövertruppen, das ab 1946 für einige Zeit als Museum fungierte.

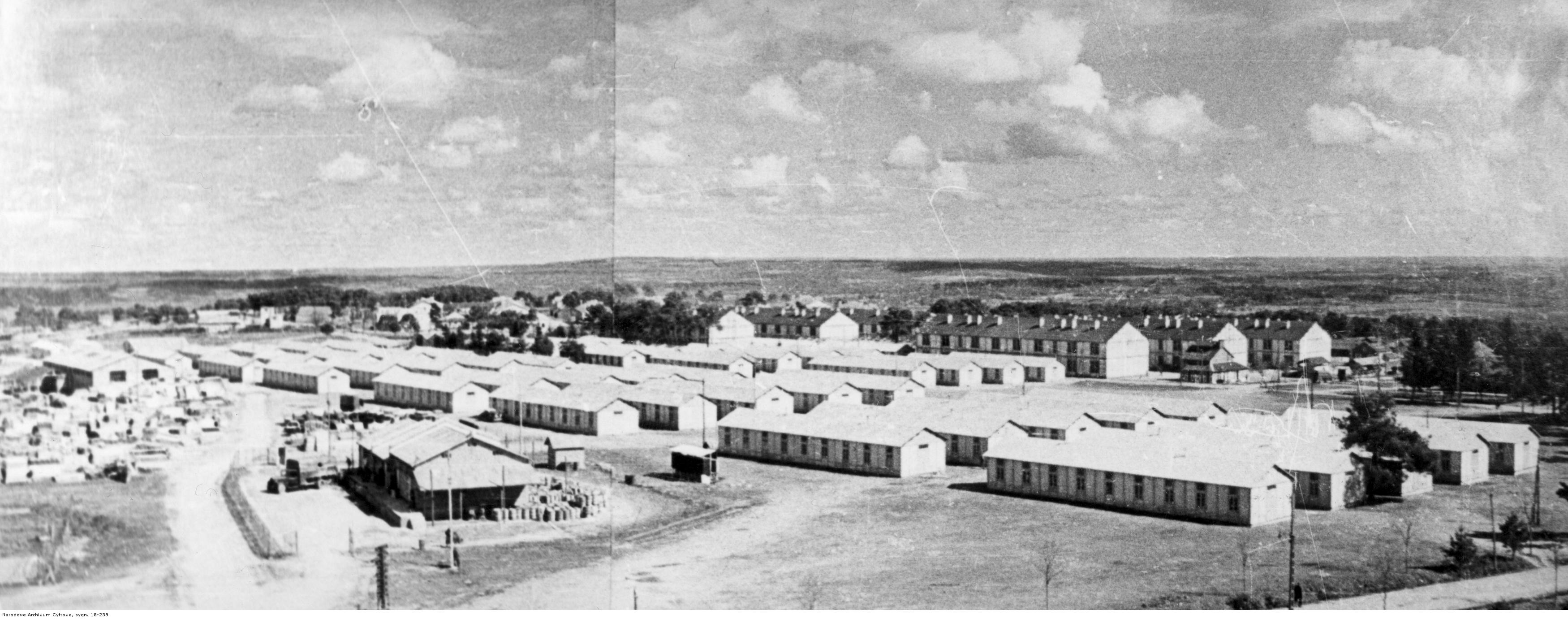
Gesamtansicht des Ausbildungslagers der polnischen Armee in Coëtquidan

Mit dem Ende des Spanischen Bürgerkriegs strömten 1938/39 Zehntausende republikanische Spanier in den Süden und Südwesten von Frankreich, wo zu deren Unterbringung riesige und nur unzureichend ausgestattete Lager entstanden (z. B. Internierungslager Argelès-sur-Mer, Internierungslager Barcarès, Internierungslager Saint-Cyprien). Zur Entlastung dieser Strandlager wurden deren Insassen allmählich über ganz Frankreich in sogenannte „Aufnahmezentren“ (centres d'accueils) verteilt. Im Zuge dieser Umverteilung kamen im Frühjahr 1939 etwa 1.000 Männer in das Militärlager von Coëtquidan. Sie wurden auf einem Gelände untergebracht, das früher zum Château du Bois du Loup gehörte und seit 1910 Teil des Militärgeländes war.
Bei Caillard heißt es dann, dass das Lager vom 12. September 1939 bis zum 17. Juni 1940 von den Polen kommandiert worden sei, die hier eine neue polnische Armee der Polnischen Exilregierung aufgebaut hätten. Mehr als 22.000 Soldaten seien dafür in der Region stationiert gewesen.
Was aus den spanischen Zwangsarbeitern geworden ist, bleibt in allen Quellen offen. Die berichtete Geschichte setzt erst wieder ein mit der Besetzung des Lagers durch die deutsche Wehrmacht, die es von Juni 1940 bis Juni 1944 besetzt hielt. Von Juli bis Dezember 1944 waren die Forces françaises de l’intérieur (FFI) dort stationiert. Ihnen folgte von Januar bis Juni 1945 die US-Army und kehrte damit auf ein Gelände zurück, auf dem sie sich bereits während des Ersten Weltkriegs vom 15. August 1917 bis zum 30. Juni 1919 niedergelassen hatte. In diesen zwei Jahren hatten die Amerikaner die Infrastruktur erheblich modernisiert; insbesondere das Trinkwassernetz und der Bahnhof von Guer.
In der Nachfolge der US-Truppen übernahmen wieder die französischen Streitkräfte das Lager und gründeten dort 1945 die Vorläuferin der bis heute bestehenden Académie Militaire Saint-Cyr Coëtquidan (AMSCC). 

## Bevölkerungsentwicklung
| Jahr                       | 1962 | 1968 | 1975 | 1982 | 1990 | 1999 | 2009 | 2019 |
| Einwohner                  | 5428 | 5757 | 5922 | 5657 | 5794 | 5560 | 6174 | 6091 |
| Quellen: Cassini und INSEE |      |      |      |      |      |      |      |      |

## Kultur und Sehenswürdigkeiten
- Kirche Saint-Raoul, Monument historique
- Im Weiler La Ville Boscher, der zu Guer gehört, gibt es ein Galeriegrab aus prähistorischer Zeit, das ebenfalls aus Tonschiefer besteht.
- Der Chomet de Coëplan ist ein Menhir im Wald westlich von Guer.
- Die Kapelle Saint-Étienne stammt aus der Zeit der Karolinger und wurde mit Materialien und vielleicht auf einem Fundament aus gallo-römischer Zeit erbaut. Eines ihrer Fenster wurde 1631 vergrößert. Das Gebäude wird auf das 9. Jahrhundert datiert und ist seit 1971 als Monument historique (historisches Denkmal) klassifiziert.[11]

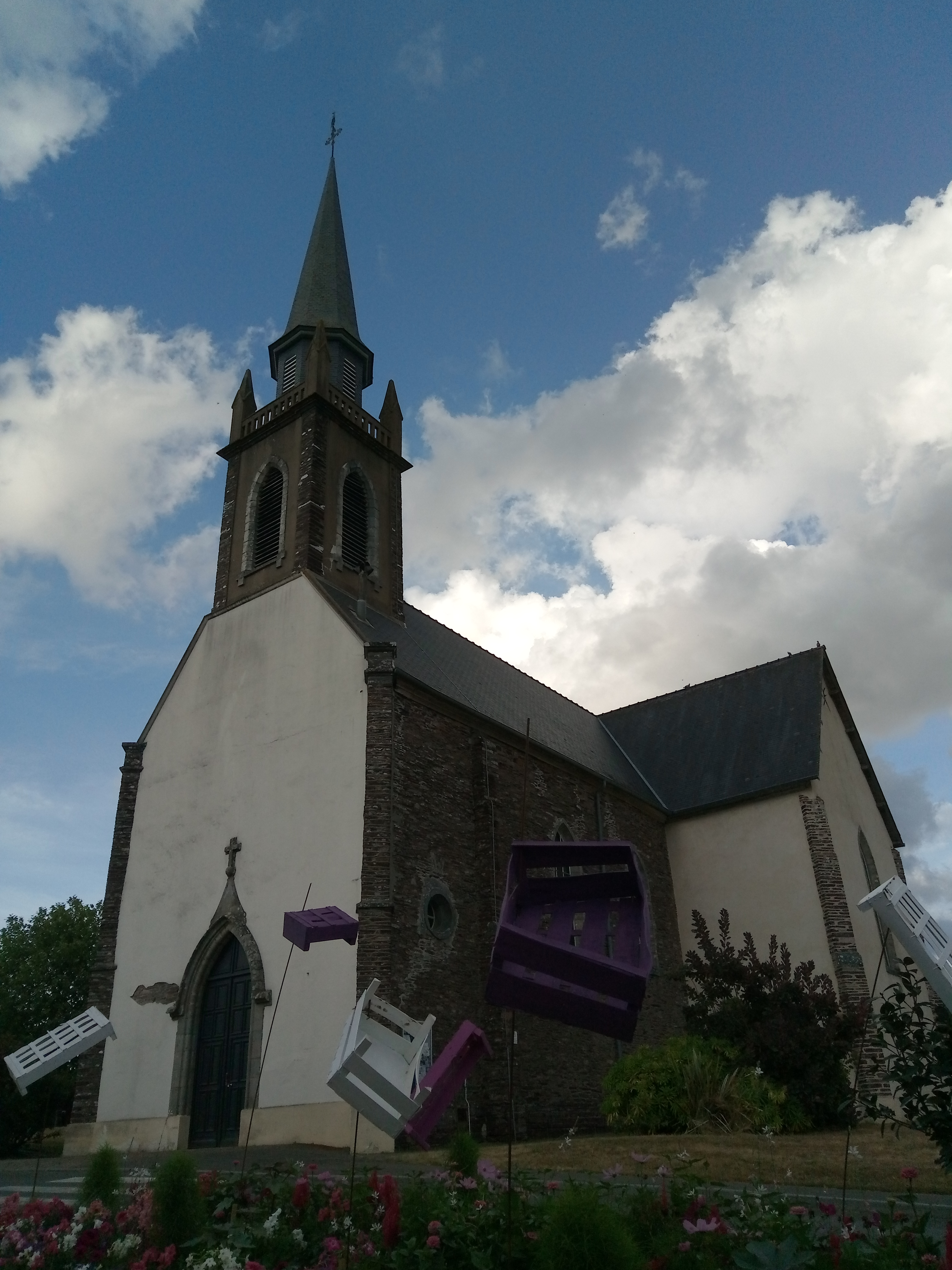
Kirche Saint-Raoul
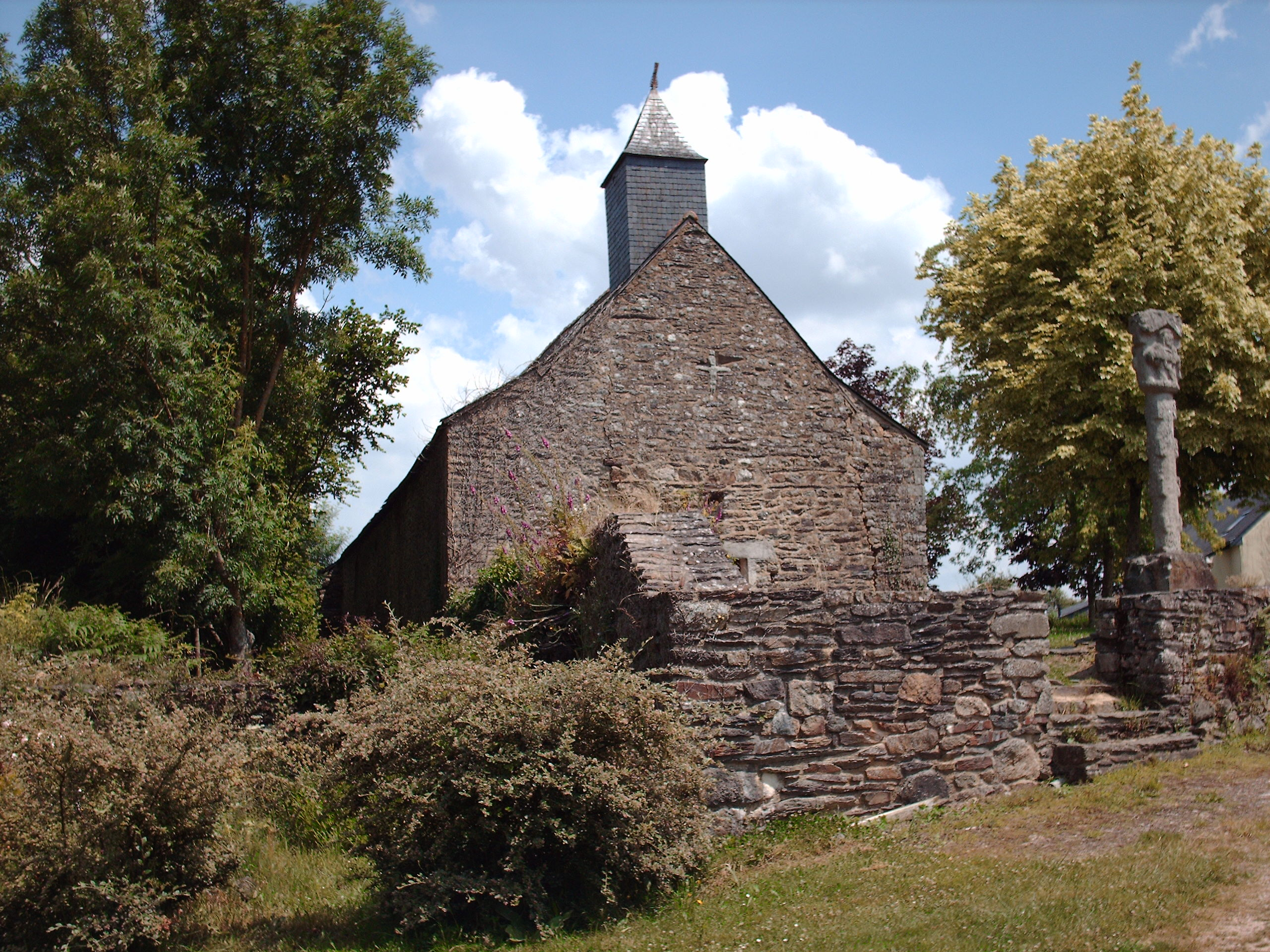
Kapelle Saint-Nicolas
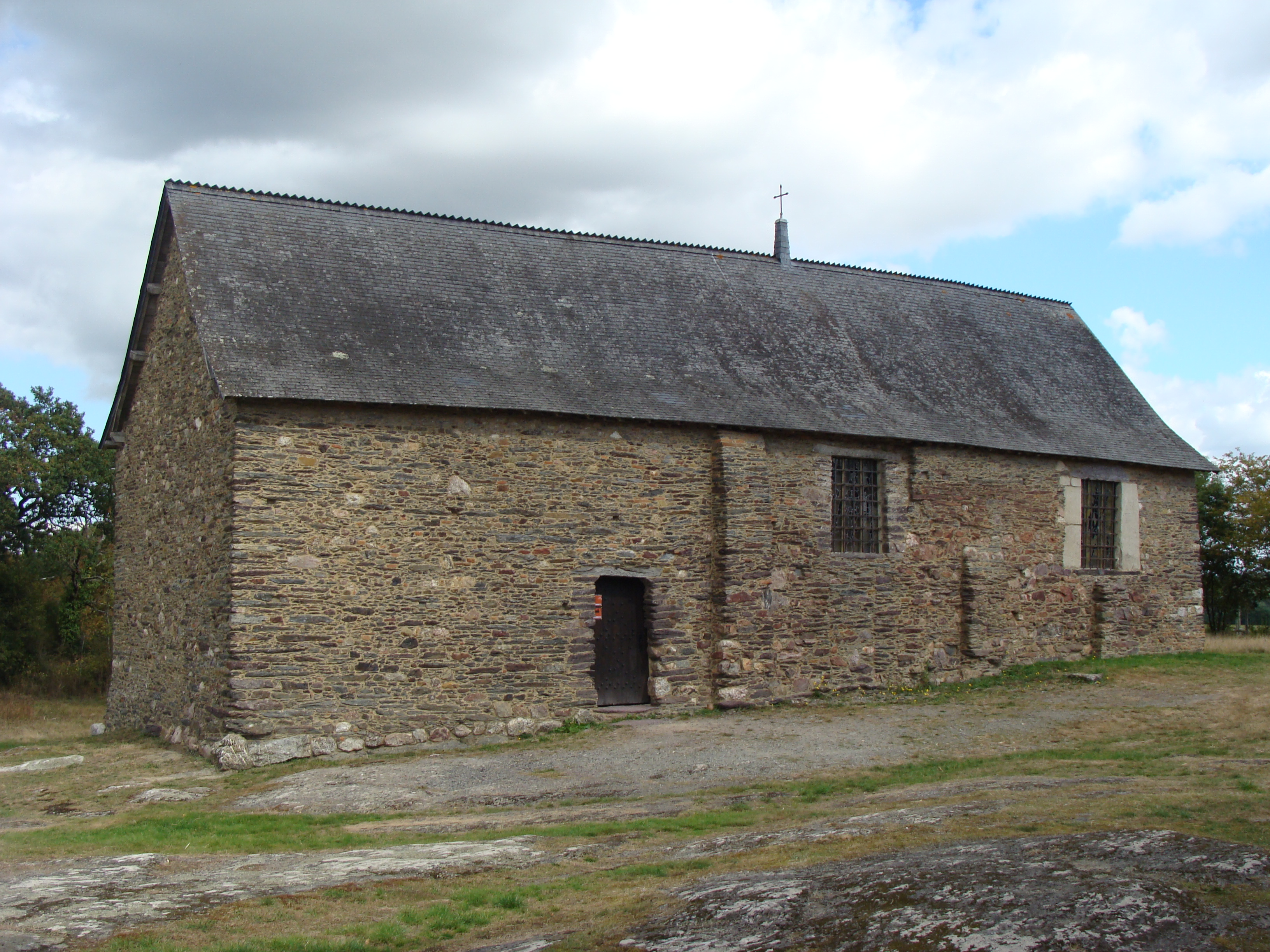
Kapelle Saint-Étienne
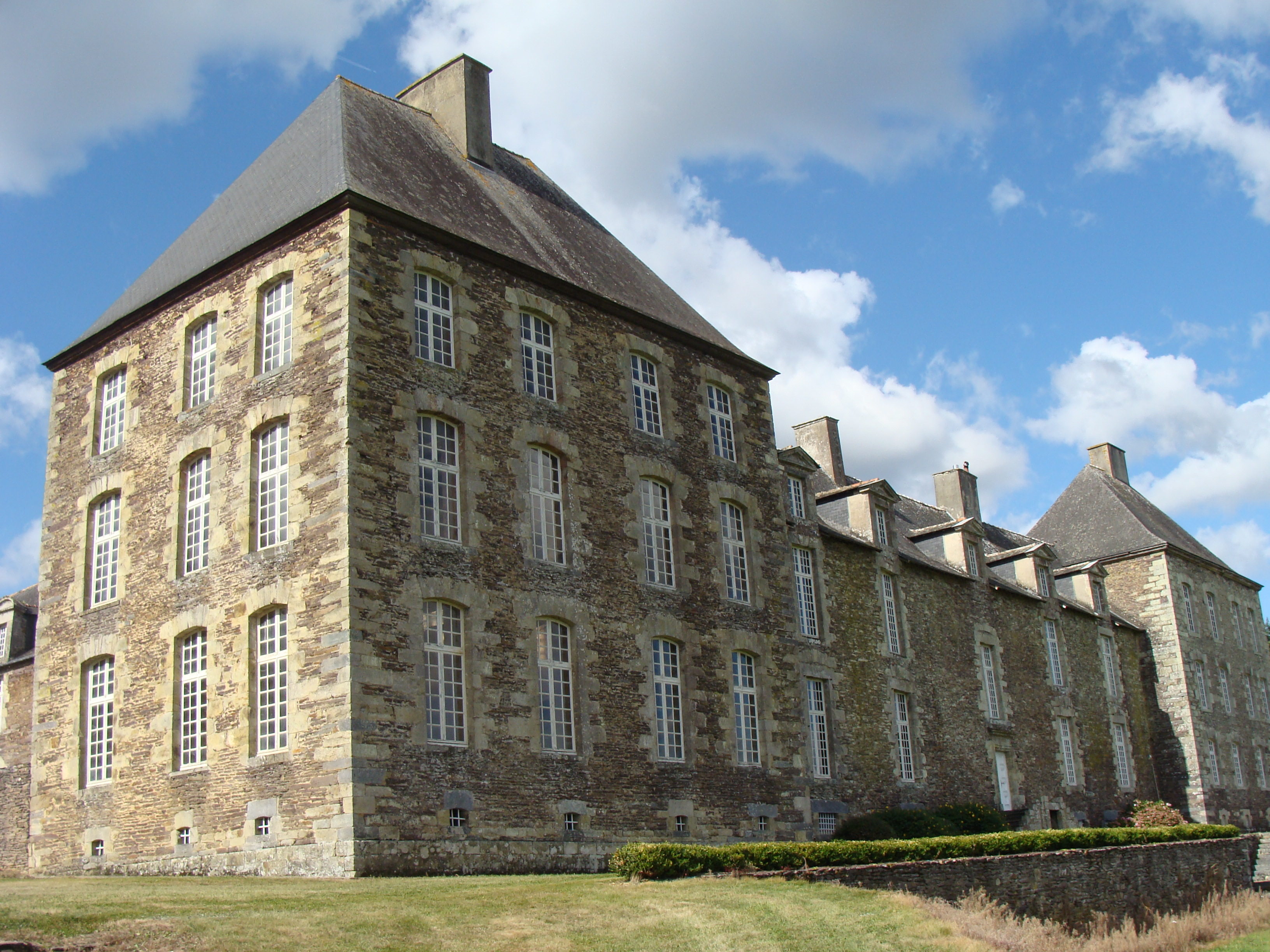
Schloss Coëtbo

### Museen
Das Gedenkmuseum Saint-Cyr Coëtquidan (Musée du Souvenir des écoles militaires de Saint-Cyr-Coëtquidan) in der Militärschule Saint-Cyr zeigt Sammlungen, die die Geschichte der Offiziere vom Ende des Ancien Regime bis in unsere Tage dokumentieren.
Das Museum für landwirtschaftliche Maschinen (Musée Agri-Auto) liegt im Stadtzentrum von Guer. Es zeigt über 500 Maschinen und Werkzeuge sowie 15 Fahrzeuge, die die Geschichte der Landwirtschaft von 1850 bis heute dokumentieren. Es ist sonntags von Mai bis November geöffnet.

## Städtepartnerschaft
Es besteht eine Städtepartnerschaft mit der italienischen Stadt Gravedona.

## Wirtschaft
Wichtige Erwerbszweige der Guérois sind die Zucht von Rindern, Schweinen, Pferden und Nerzen. Es gibt eine Cidrerie, die auch besichtigt werden kann.
Guer hatte einen Bahnhof an der ehemaligen Bahnstrecke Châteaubriant–Ploërmel.